# Radio Pleppo
Radio Pleppo var ett finlandssvenskt radioprogram, som sändes varje fredag på Radio X3M med repris på söndagar. De har också en podcast som var möjlig att ladda ned måndagen efter sändning. Radioprogrammet gjordes av Ted Forsström och Kaj Korkea-aho och bestod av sketcher ihopblandat med en övergripande historia i varje avsnitt.
Radio Pleppo vann också Svenska podradiopriset för bästa kanal när priset delades ut första gången 2006  samt för andra året i rad 2007.
År 2007 på sommaren slutade Radio Pleppo med sina radiosändningar. De meddelade att de kommer att göra ett nytt humorprogram, denna gång på television. Programmet ifråga hette "Ursäkta Birgitta" och var en frågesport för lågstadieelever. Programmet vann pris för "Bästa barnprogram" på MTV3:s Kultainen TV-gala i januari 2009.
Radio Pleppo fortsatte senare som Pleppo.fi . Sidan bestod bland annat av sketcher, både i ljud och videoformat.

## Radio Pleppo-karaktärer
Frida & Frida, Klaus-Verner Bröchenbaum,  
Hambo Tranlind, Joppe Doll,  
Lagergård & Karlsson, Kajsa Kakk-Zilliacus,  
Filip, Mini-ollon,
Adam, Pruppo & Pili,
Boy Wayne, Jupiter,
Montecristo & Glenn-N, Vichy Bubbelbumba,
Farta & Kolka, Zippo Mu & Stefan "Suppen" Puppen,
mannen som tolkar allting sexuellt, Barbara den elaka collien,
Rektor Wahlenius Dahl, Tummetott.